# Běla a malý čaroděj
Běla a malý čaroděj je český animovaný televizní seriál z roku 1996 vysílaný v rámci Večerníčku.
Scénář napsala Kateřina Krejčí, režijně natáčení vedl Pavel Kubant. Za kamerou stál Milan Rychecký. Výtvarné zpracování dodala ilustrátorka dětských knih Markéta Prachatická. Hlas seriálu propůjčil Viktor Preiss. Bylo natočeno 7 epizod, v délce po 8 minutách.
Běla se setká s malým čarodějem a otevírá se jí svět plný dobrodružství…

## Seznam dílů
1. Housle
2. Jahodové knedlíky
3. Divný kolotoč
4. Bílý jednorožec
5. Míč Vilda
6. Sněhožrout
7. Výlet